# Provincia de Razgrad
La provincia de Razgrad (en búlgaro: Област Разград), es una provincia u óblast ubicado al norte de Bulgaria. Limita al norte con la provincia de Silistra; al este con la de Shumen; al sur con la de Targovishte y al oeste con la de Ruse.

## Subdivisiones
La provincia está integrada por siete municipios:
- Isperih.
- Kubrat.
- Loznitsa.
- Razgrad.
- Samuil.
- Tsar Kaloyan.
- Zavet.